# 条纹狸藻
条纹狸藻（学名：Utricularia striata）为狸藻属中型贴水生食虫植物。其种加词“striata”来源于拉丁文“striatus”，意为“条纹”。条纹狸藻为美国东部沿海平原的特有种。

## 外部連結
- 食虫植物照片搜寻引擎中条纹狸藻的照片 （页面存档备份，存于）

 维基共享资源上的相關多媒體資源：条纹狸藻
 維基物種上的相關：条纹狸藻